# Montée de l'Observance
La montée de l'Observance est une rue du quartier de Vaise dans le 9e arrondissement de Lyon, en France.

## Situation et accès
La rue commence entre le quai Pierre-Scize et le quai Chauveau au niveau de l'école Chevalier Bayard et monte la colline de Fourvière pour se terminer rue du Cardinal-Gerlier. Elle est un endroit de promenade, agréable en été car entourée de petits bosquets, pour ceux qui veulent monter sur la colline sans prendre les escaliers de la montée du Greillon.

## Origine du nom
Le nom de la rue vient du couvent et de l'église de l'Observance des Frères mineurs de l'Observance qui étaient situés en bas de la montée, où se trouve l'actuelle école Chevalier-Bayard.
En 1493, les Pères Bourgeois et Tisserand s'établissent à Lyon pour ramener les franciscains à une observance plus régulière de la règle de saint François. Le 25 mars 1493, le roi Charles VIII et la reine Anne de Bretagne posent la première pierre du couvent et de l'église de l'Observance.

## Historique
La rue a été ouverte vers 1850.
C'est dans cette rue que le juge Renaud est assassiné le 3 juillet 1975,.

## Lieux remarquables
La montée de l'Observance longe le fort de Loyasse et le cimetière de Loyasse.
L'immeuble La Vigie, haut de 45 mètres, comportant 13 étages, construit entre 1949 et 1960, est situé au n°89-91 .

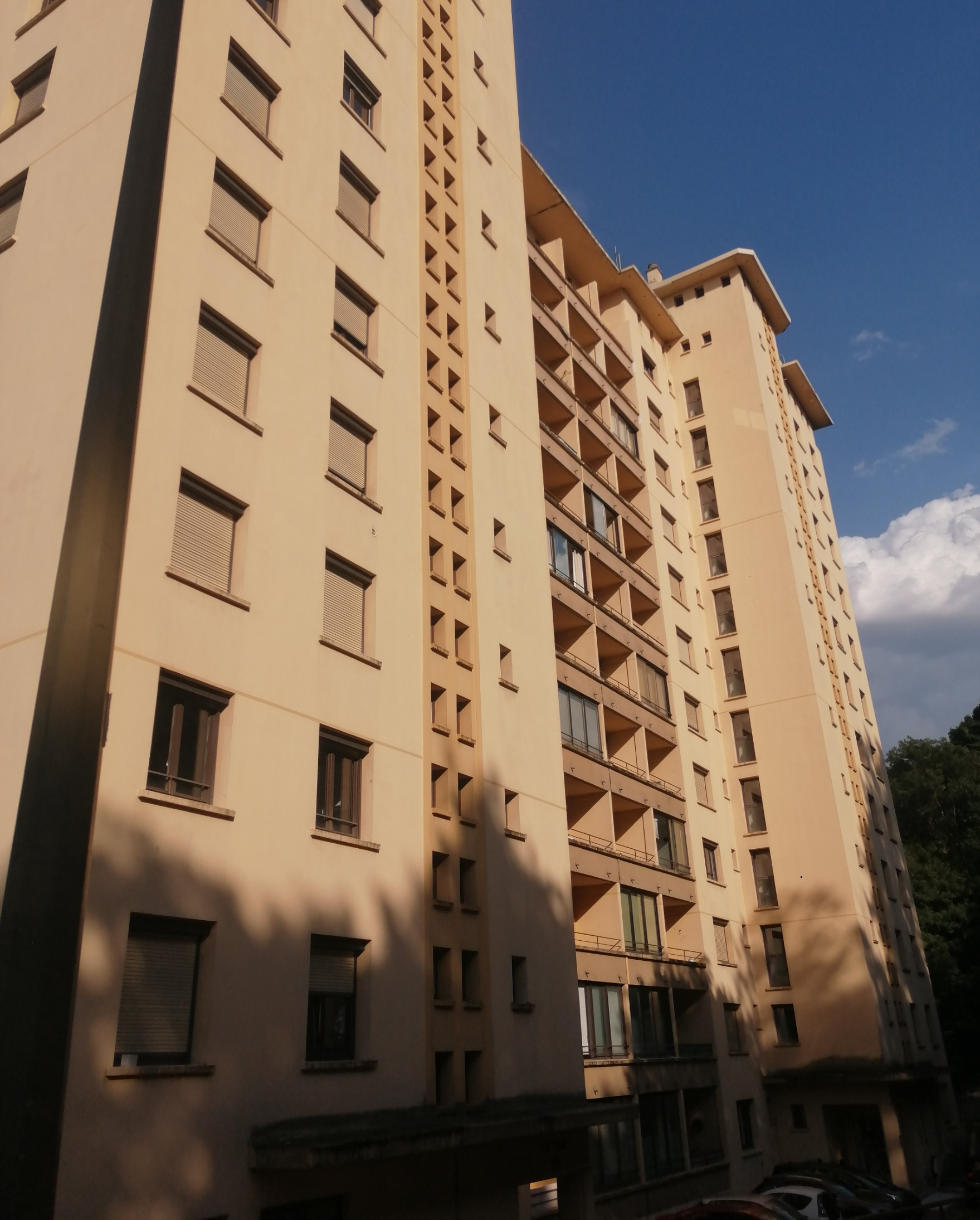
Immeuble La Vigie

## Médias
Une scène du film Lucie Aubrac (1997) de Claude Berri a été tournée montée de l'Observance (et au fort de Loyasse),. Il s'agit du spectaculaire moment de la libération de Raymond Aubrac et de treize autres résistants lors d'un transfert : le fourgon cellulaire est attaqué par un commando de résistants (groupe franc) dont fait partie Lucie Aubrac, qui a conçu et organisé cette opération pour faire évader son mari. Dans la réalité, cet événement a eu lieu boulevard des Hirondelles, tout près de la Manufacture des Tabacs, le 21 octobre 1943.

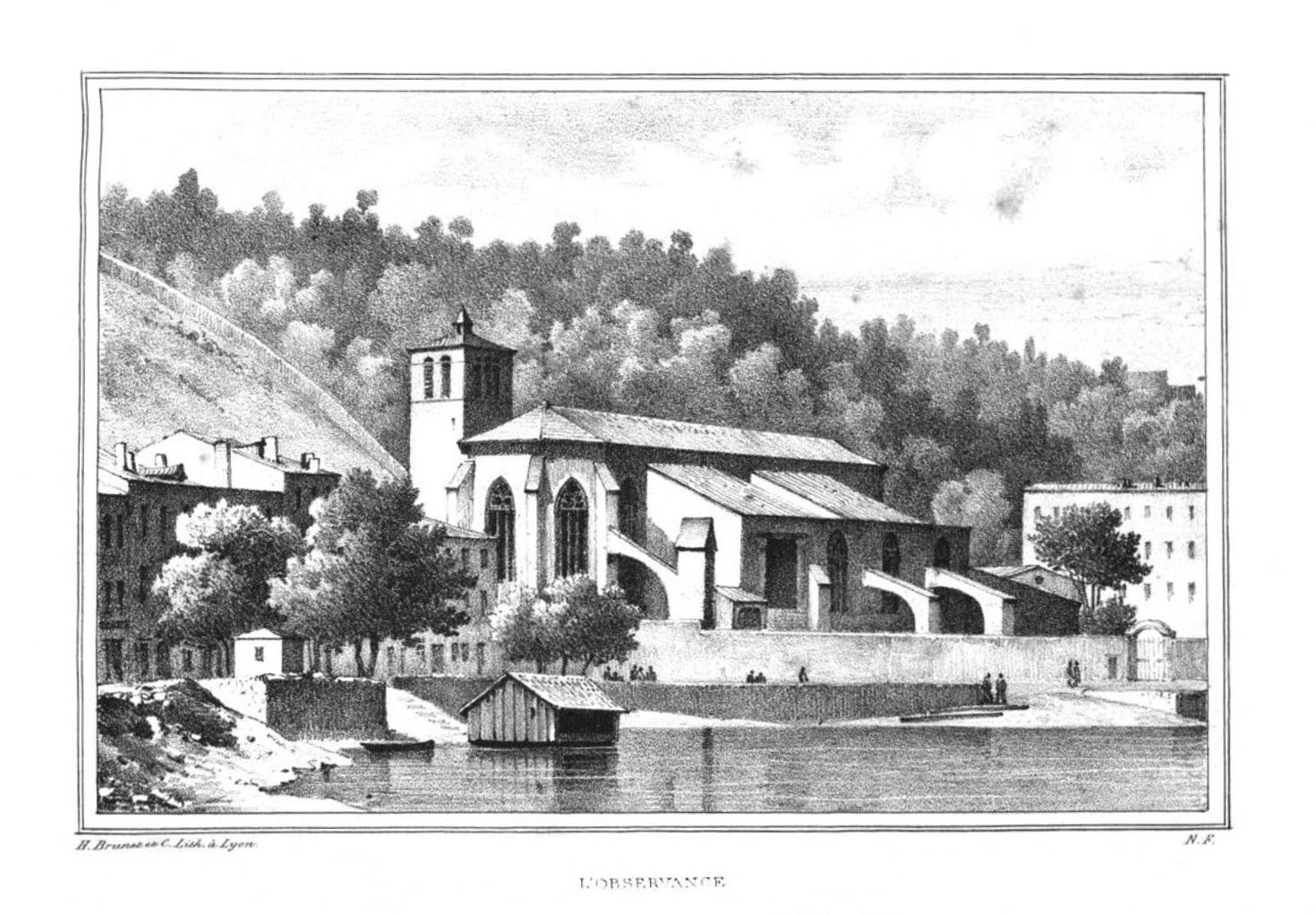
La chapelle construite en 1563 et détruite en 1846
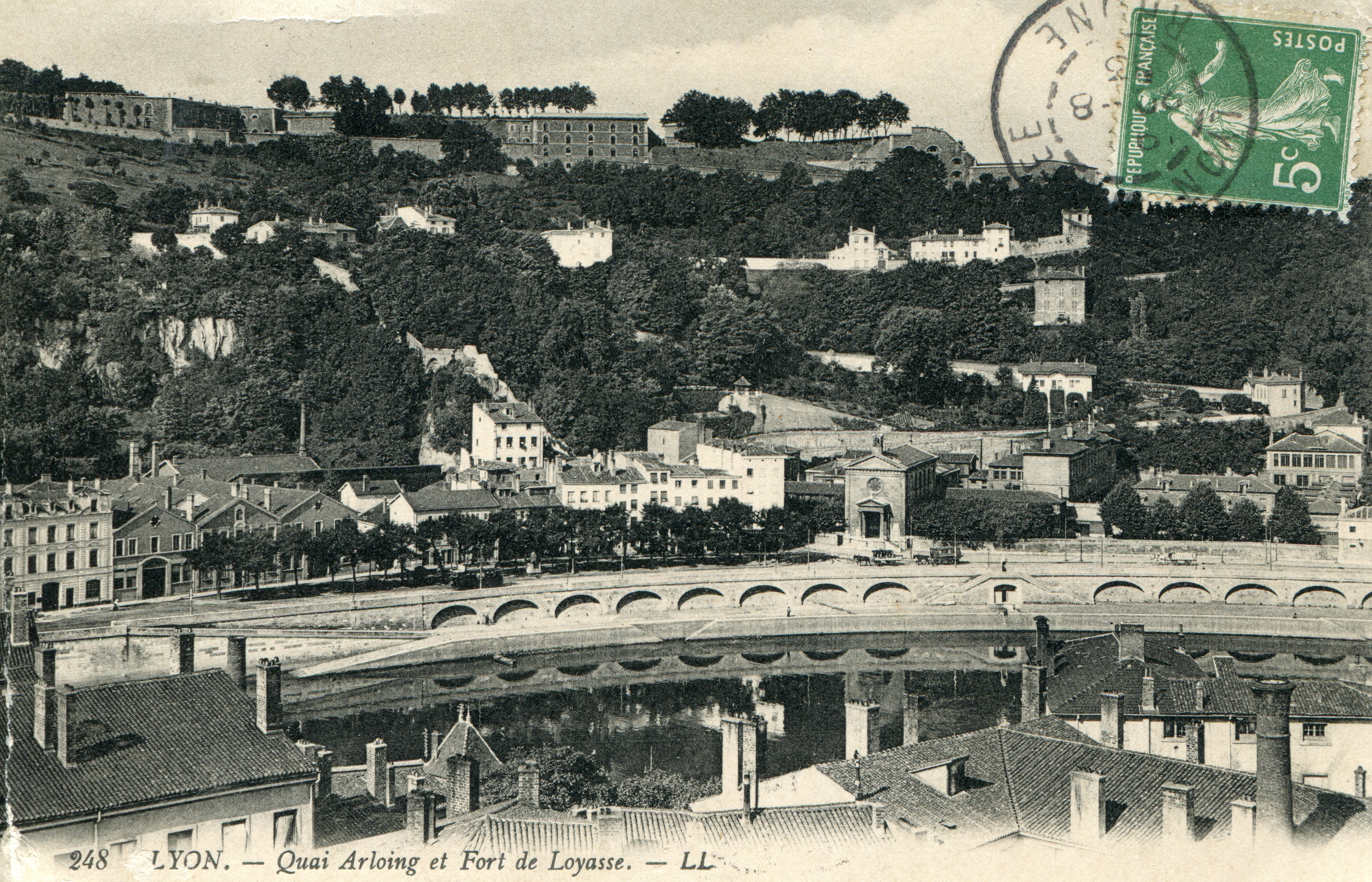
La chapelle construite en 1846 et démolie en 1936, la montée de l'Observance commence à gauche de l'église sur la carte postale.